# کیهان‌شناسی هندواروپایی

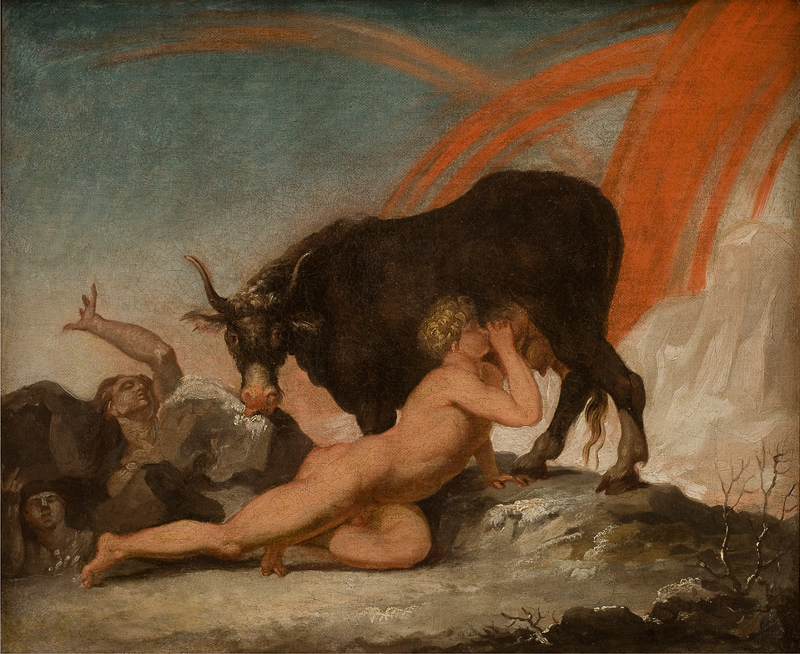
یمیر در حال مکیدن شیر گاو آغازین Auðumbla. 1790

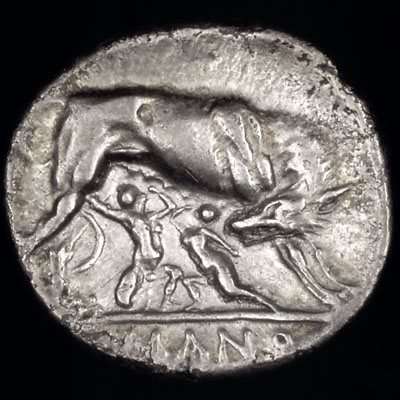
رموس و رومولوس در حال مکیدن پستان گرگ مادر. حدود ۲۶۹–۲۶۶ پیش از میلاد

کیهان‌شناسی هندواروپایی (به انگلیسی: Indo-European cosmogony) به افسانه آفرینش اسطوره‌های نیاهندواروپایی بازسازی‌شده اشاره دارد.
اگرچه می‌توان برخی شباهت‌های موضوعی را با خاور نزدیک باستان (زوج ازلی آدم و حوا) و حتی افسانه‌های پلینزی یا آمریکای جنوبی انجام داد، اما مطابقت‌های زبانی موجود در همزادگان *مانو و *یمو این احتمال را می‌دهد که اسطوره مورد بحث در اینجا خاستگاه نیاهندواروپایی (PIE) دارد. 
از دهه ۱۹۷۰، نقوش بازسازی‌شده مانو و یمو، و تا حدی تریتو، عموماً در بین پژوهشگران پذیرفته شده است.

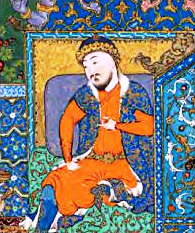
پادشاه اسطوره‌ای ایرانی جمشید. حدود ۱۵۲۲

| سنت            | نخستین کشیش                   | نخستین پادشاه   | نخستین پستاندار      | خدایان بهشتی                        |
| -------------- | ----------------------------- | --------------- | -------------------- | ----------------------------------- |
| نیاهندواروپایی | *مانو ("مرد")                 | *Yemo ("دوقلو") | گاو اولیه            | آسمان-پدر، طوفان-خدا، دوقلوهای الهی |
| هندی           | مانو، پوروشا                  | یاما، (معاوی)   | گاو نر مانو          | خدایان ودایی                        |
| ایرانی         | اهریمن، اسپیتیورا، مانوش چیهر | جمشید، کیومرث   | گاو اولیه (گوشوروان) | –                                   |
| آلمانی         | مأنوس                         | یمیر، تویستو    | گاو اولیه (اودوملا)  | اودین و برادرانش                    |
| رومی           | رومولوس                       | *یموس (ریموس)   | زن گرگ               | سناتورها                            |

| سنت            | نخستین جنگجو           | مار سه‌سَر        | یاور خدا                        | هدیه دزدیده‌شده |
| -------------- | ---------------------- | --------------- | ------------------------------- | -------------- |
| نیاهندواروپایی | *تریتو ("سوم")         | * Ngwhi         | خدای طوفان یا H a nēr ("انسان") | گاو            |
| هندی           | تریتا                  | ورترا (" آهی ") | ایندرا                          | گاوها          |
| ایرانی         | فریدون ("پسر Thrita ") | ضحاک            | * بهرام                         | زنان           |
| آلمانی         | þriði , Hymir          | سه مار          | ثور                             | بزها (؟)       |
| یونانی-رومی    | هراکلس                 | گروئون، کاکوس   | هلیوس                           | گاو            |